# 羽毛三芒草
羽毛三芒草（学名：Aristida pennata）是禾本科三芒草属的植物。分布于欧洲及亚洲中部以及中国大陆的新疆等地，生长于海拔330米至480米的地区，多生于固定砂丘上，目前尚未由人工引种栽培。